# David Hungate
David Hungate, ameriški bas kitarist, glasbeni producent, aranžer in studijski glasbenik, * 5. avgust 1948, Teksas, Združene države Amerike.
David Hungate je ameriški bas kitarist, glasbeni producent in aranžer. Najbolj je znan po svojem delu s skupino Toto. Hungate je bil član skupine od leta 1977 do 1982, leta 2014 pa se je za eno leto ponovno pridružil skupini. Tako kot večina članov skupine Toto, je tudi Hungate kot studijski glasbenik sodeloval pri snemanjih številnih albumov, vključno z albumom Boza Scaggsa Silk Degrees in albumom Alica Coopra From the Inside.

## Kariera
Hungate je obiskoval College of Music na univerzi Severnega Teksasa. Igral je bas v njenem jazz ansamblu, the One O'Clock Lab Band,  s katerim je med drugim leta 1970 sodeloval na Jazz festivalu v Montreauxu.
Hungate je posnel prve štiri albume skupine Toto, vključno z Grammyjem nagrajenim albumom Toto IV. Skupino je zapustil kmalu po izidu tega albuma, da bi lahko dlje časa preživel z družino. Hungate, ki med drugim igra še kitaro, trobento, bobne in klavir, je aranžiral, produciral in snemal s številnimi country glasbeniki, vključno s Chetom Atkinsom. Leta 1998 se je Hungate pridružil skupini Toto na turneji ob izdaji albuma Toto XX: 1977-1997, ki vsebuje prej še neizdane skladbe skupine Toto. Hungate je prav tako ustanovni član AOR superskupine Mecca, ki sta jo vodila Joe Vana in Fergie Frederiksen, ki je kasneje postal član skupine Toto. Leta 1990 je Hungate izdal svoj edini solo album Souvenir. Pri snemanju albuma je sodeloval tudi bobnar Jeff Porcaro.
V letu 2012 je Hungate še vedno bil aktiven kot studijski glasbenik in je občasno še nastopal po turnejah z glasbenimi izvajalci kot je Vince Gill. Leta 2014 se je ponovno pridružil skupini Toto, da je nadomestil tedanjega gostujočega bas kitarista Nathana Easta, ki je sicer nadomeščal bolnega Mika Porcara. Na začetku je skupina objavila novico, da bo Hungate igral le do konca turneje leta 2014, vendar je zaradi Porcarove smrti nadaljeval z igranjem tudi v letu 2015. Posnel je tudi nekaj skladb na albumu Toto XIV.
Leta 2015 je skupina Toto oznanila, da Hungate ne bo več igral s skupino. Nadomestil ga je Leland Sklar.

## Družina
Hungate je sin pokojnega ameriškega kongresnika Williama L. Hungatea.